# Politische Literatur
Politische Literatur ist ein unscharfer Sammelbegriff für literarische Werke, die sich mit politischen Themen, Ideen oder Ereignissen befassen und diese unterschiedlich reflektieren. 

## Begriffsumfang
Geht man von einem weiten Funktionsbegriff aus, kann jeder literarische Text wegen seiner gesellschaftlichen Hintergründe als politische Literatur interpretiert werden. Auf diese Weise umfasst er sowohl Texte, die sich auf politische Fragestellungen beziehen als auch solche, die sich bewusst apolitisch geben.
Das Spektrum der politischen Literatur reicht von historischen Avantgarden – wie etwa dem Vormärz – bis zu Beispielen staatlicher Propaganda, so in der nationalsozialistischen oder DDR-Literatur. 
Zwar bedient sich die im engeren Sinne politische Literatur aller Gattungen; dennoch werden kleinere Formen mit parodistischem, satirisch-polemischem Potenzial bevorzugt. Hierzu gehören Lied und Chanson, Epigramm und Flugblatt, Essay, Traktat und Reportage.

## Hintergrund und Entwicklung
Ohne die schrittweise Loslösung der Literatur und Kunst aus bestimmten gesellschaftlichen Zwecken seit dem späten 18. Jahrhundert (Autonomie des Kunstwerks) hätte sich politische Literatur nicht entwickeln können. 
Aus literaturwissenschaftlicher Sicht ist sie nur eine Form neben anderen, so dass es eine durchgängige Geschichte diese Gattung nicht gibt. Dennoch lässt sich in gesellschaftlichen Umbruchsphasen beobachten, dass die dort relevanten Themen bevorzugt literarisch verarbeitet werden.
So kennzeichneten die Auseinandersetzungen zwischen Kirche, Adel und aufstrebendem Bürgertum die politische Lyrik des 14. und 15. Jahrhunderts, während im 17. Jahrhundert die Politisierung mit der Konfessionalisierung einherging. Im Mittelpunkt der literarischen Verarbeitung standen territoriale Machtkämpfe, vor allem aber der Dreißigjährige Krieg. 
Im Zusammenhang mit der Französischen Revolution lenkte der Wandel von der literarischen zur politischen Öffentlichkeit im 18. Jahrhundert das Interesse auf die Institutionen der Macht.
Anfang des 19. Jahrhunderts bildeten sich die für die kommende Zeit relevanten Themen heraus. Hierzu gehörten die nationalen Einheit, Fragen der Demokratie und soziale Aspekte. In unterschiedlichen Publikationen des Vormärz, die sich vom Biedermeier absetzten, sollte das politische Bewusstsein der Menschen erreicht werden.

## Rezeption
Zeitgleich mit den Schriften des Jungen Deutschland, zu denen unterschiedliche Autoren wie Heinrich Heine, Karl Gutzkow und Heinrich Laube gezählt werden, erheben sich bis in die heutige Zeit Stimmen, die „politische Literatur“ als Tendenzdichtung abwerten und sie aus unterschiedlichen Gründen angreifen. Ein häufig vorgebrachtes Argument geht in die Richtung, dass ihre Parteilichkeit nicht mit den Ansprüchen autonomer Kunst zu vereinbaren sei, ein Ansatz, der später von Theodor W. Adorno aufgegriffen wurde. 
Seit dieser Zeit steht die politische Literatur im Spannungsfeld der Kritik. Man hält ihr auf der einen Seite affirmative Rhetorik und politische Agitation vor und wendet ein, sie würde sich von unterschiedlichen Macht- und Interessengruppen instrumentalisieren lassen. Auf der anderen Seite steht die auf Friedrich Schiller zurückgehende Vorstellung vom autonomen Individuum, das durch Bildung und ästhetische Erziehung den kantischen Gegensatz von Neigung und Pflicht und die Rigorosität des moralischen Gesetzes überwinde und so ästhetischen Widerstand leisten könne. 
Der empfundene Widerspruch des Begriffs klingt beispielhaft in Johann Wolfgang von Goethes Faust an, als der Studiosus Brander in Auerbachs Keller das politische Lied als „garstig Lied“ bezeichnet.
Die in Deutschland geäußerten Vorbehalte beziehen sich – in unterschiedlichen Positionen – auf den Wert der Verbindung von Politik und Dichtung im Allgemeinen oder die Begründbarkeit des Textes im Besonderen. So sei Dichtung kein angemessenes Medium für Politik, Politik kein angemessener Inhalt für Dichtung.

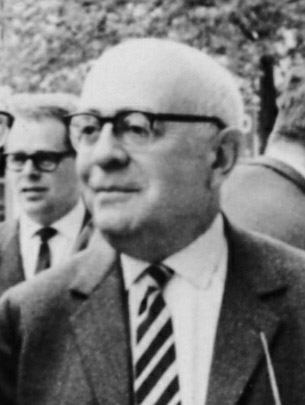
Theodor W. Adorno (1965)

Adornos Kritik nimmt – ausgehend und sich abgrenzend von Sartres Konzept der „engagierten Literatur“ – eine Mittelstellung ein: Zwar entzauberten engagierte Werke solche des L’art pour l’art, die, im „Pantheon unverbindlicher Bildung nebeneinander aufgebahrt, zu Kulturgütern verwest(en)“, wo ihr Wert (der Differenz) durch falsche Harmonie gerade gefährdet sei. Das reine Kunstwerk werde als Fetisch und „müßige Spielerei“ derer entlarvt, „welche die drohende Sintflut gern verschliefen“ und erscheine so dialektisch als „politisches Apolitisches“. Auf der anderen Seite widersprächen diese Überlegungen den autonomen Werken, ja stellten für sie gerade die Katastrophe dar, vor der die „engagierten“ warnen. 
Der Gegensatz, der sich in dieser Antithese zeige, deute auf die Fragwürdigkeit heutiger Kunst. Beide Alternativen negierten sich selbst: „Engagierte Kunst, weil sie, als Kunst notwendig von der Realität abgesetzt, die Differenz von dieser durchstreicht; die des l'art pour l'art, weil sie durch ihre Verabsolutierung auch jene unauslöschliche Beziehung auf die Realität leugnet, die in der Verselbständigung von Kunst gegen das Reale als ihr polemisches Apriori enthalten ist.“